# Kisses on the Bottom
Kisses on the Bottom (englisch für „Küsse am Schluss“ [sinngemäß]) ist das 16. Soloalbum von Paul McCartney, das im Februar 2012 erschien. Gleichzeitig ist es einschließlich der Wings-Alben, der The-Fireman-Alben, der klassischen Alben, der Livealben und Kompilationsalben das 44. Album von Paul McCartney nach der Auflösung der Band The Beatles. Die beiden digitalen Alben iTunes Live from the Capitol Studios und Kisses on the Bottom – Complete Kisses stehen im direkten Zusammenhang mit dem Album Kisses on the Bottom.

## Entstehung

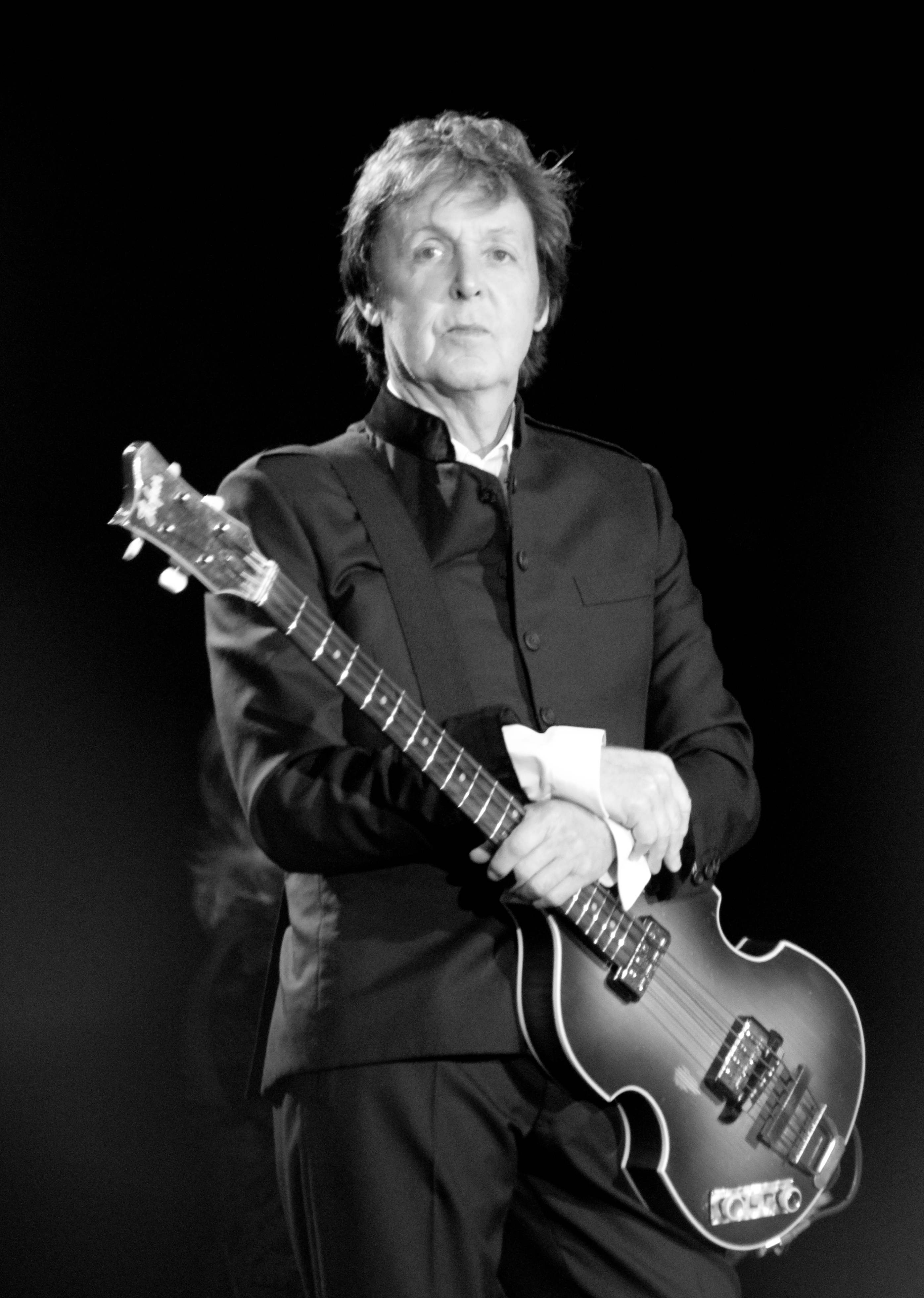
Paul McCartney (2010)

Seit seinem Studioalbum Electric Arguments mit The Fireman aus dem Jahr 2008 erschien im Juli 2009 auf dem Klaus-Voormann-Album A Sideman’s Journey das von Paul McCartney gesungene Lied I’m in Love Again. Im Juni und Juli 2009 nahm Paul McCartney in seinem Hog Hill Studio das Lied (I Want To) Come Home für den Kinofilm Everybody’s Fine auf. Ende des Jahres 2009 wurden in Großbritannien und in den USA Promotion-CDs hergestellt. Das Lied wurde im Februar 2010 als Download-Single veröffentlicht. Im Herbst des Jahres 2009 nahm McCartney das Lied Meat Free Monday für eine vegetarische Kampagne auf. Paul McCartney stellte das Lied über die gleichnamige Internetseite kostenlos als Download bereit. Im März 2011 erschien auf der CD Rare Bird Alert von Steve Martin and the Steep Canyon Rangers das von Paul McCartney gesungene Lied Best Love. Im Juni 2011 wurde das Kompilationsalbum Rave On, das Neuinterpretationen von Buddy-Holly-Liedern beinhaltet, veröffentlicht. Paul McCartney steuerte das Lied It’s so Easy bei, das auch als Promotionsingle-CD mit zwei Versionen veröffentlicht wurde. Im Oktober 2011 wurde auf dem Live-Kompilationsalbum Bridge School Concerts-25th Anniversary Edition eine akustische Liveversion von Get Back veröffentlicht.
Im Jahr 2010 beschloss Paul McCartney ein Album mit sogenannten Standards der 1920er und 1930er Jahre aufzunehmen; so kam er in Kontakt mit Tommy LiPuma, der McCartney im März 2010 besuchte. In dieser Zeit suchten LiPuma und McCartney Lieder aus, die für das Album in Frage kommen könnten. Paul McCartneys Wunsch war es, Lieder auszuwählen, die zur Zeit seiner Eltern populär waren. Tommy LiPuma engagierte die Arrangeure und die Studiomusiker, so unter anderem Diana Krall. Paul McCartney steuerte noch die Eigenkompositionen My Valentine und Only Our Hearts bei. McCartney sagte zum Plan das Album aufzunehmen: „Es ist der Musikstil meines Vaters. Ich wollte so etwas schon immer machen, seit den Beatle-Tagen. Aber dann machte Rod [Stewart] es. Ich dachte: 'Ich muss warten, damit es nicht so aussieht, als würde ich versuchen, einen Rod zu machen.' Ich fand Künstler wie Fred Astaire immer sehr cool. Autoren wie Harold Arlen, Cole Porter, all diese Jungs – ich fand die Songs einfach magisch. Und dann, als ich Songwriter wurde, fand ich es wunderschön, wie sie diese Songs gemacht haben.“
Paul McCartney spielte während der Aufnahmen nur akustische Gitarre bei den Liedern Get Yourself Another Fool und The Inch Worm, ansonsten steuerte er, erstmals bei einem seiner Alben, lediglich den Gesangspart bei. Die Lieder wurden live eingespielt und die Musiker konnten während der Aufnahmen noch ihre musikalischen Ideen in den Aufnahmeprozess einbringen. Paul McCartney wollte die Klänge vergangener Zeiten wieder einfangen, daher sang er in ein Mikrofon, das zuvor von Nat King Cole benutzt wurde.
Wahrscheinlich im März/April 2011 fanden die ersten Aufnahmen in den Capitol Studios in Hollywood für folgende Lieder statt: It’s Only a Paper Moon, More I Cannot Wish You, The Glory of Love, We Three (My Echo, My Shadow and Me), My Very Good Friend the Milkman, The Inch Worm, Only Our Hearts, Baby’s Request und My One and Only Love. Weitere Arbeiten für das Album fanden dann, vermutlich im Mai 2011, in den Avatar Studios in New York statt, wo die Lieder I’m Gonna Sit Right Down and Write Myself a Letter, Home (When Shadows Fall), Ac-Cent-Tchu-Ate the Positive, My Valentine, Always, Bye Bye Blackbird und Get Yourself Another Fool aufgenommen wurden. Die Orchestrierungen der Lieder fanden in den Abbey Road Studios durch Mitglieder des London Symphony Orchestra statt. Die Orchesterarrangements stammen von Johnny Mandel oder Alan Broadbent. In den Hog Hill Studios und den Westlake Studios, in Hollywood wurden weitere Instrumentierung und Gesang aufgenommen. Das Album wurde in den Hog Hill Studios abgemischt. Es ist nicht dokumentiert, wann diese Arbeiten stattfanden.
Am 9. Oktober 2011 heiratete Paul McCartney seine Lebensgefährtin Nancy Shevell.
Kisses on the Bottom erhielt im Jahr 2013 den Grammy-Award in der Kategorie „Best Traditional Pop Vocal Album“.
Kisses on the Bottom war in Deutschland (zehntes Top-Ten-Album), in Großbritannien (fünfundzwanzigstes Top-Ten-Album) und in den USA (achtzehntes Top-Ten-Album) kommerziell erfolgreich.
Das Album wurde in Europa auch als Doppel-Vinyl-Album mit vierzehn Liedern veröffentlicht.

## Covergestaltung und Titel
Das Cover entwarf Matthew Cooper, das Coverkonzept stammt von Johnathan Schofield, dem Visual Director der Modefirma Stella McCartney. Die Fotografien des CD-Inlays sind von Mary McCartney. Der Titel Kisses on the Bottom entstammt dem Lied I’m Gonna Sit Right Down And Write Myself A Letter aus der Textzeile: “Lotta kisses on the bottom, I’ll be glad I got ’em”. Der CD liegt ein 22-seitiges bebildertes Begleitheft bei, das Information zum Album und zu den Liedern enthält. Die CD-Version hat ein aufklappbares Pappcover.

## Titelliste

### CD
1. I’m Gonna Sit Right Down and Write Myself a Letter (Fred E. Ahlert/Joe Young) – 2:36
2. Home (When Shadows Fall) (Peter Van Steeden/Jeff Clarkson/Harry Clarkson) – 4:04
3. It’s Only a Paper Moon (Harold Arlen/E. Y. Harburg/Billy Rose) – 2:35
4. More I Cannot Wish You (Frank Loesser) – 3:03
5. The Glory of Love (Billy Hill) – 3:45
6. We Three (My Echo, My Shadow and Me) (Sammy Mysels/Dick Robertson/Nelson Cogane) – 3:22
7. Ac-Cent-Tchu-Ate the Positive (Harold Arlen/Johnny Mercer) – 2:31
8. My Valentine (Paul McCartney) – 3:14
9. Always (Irving Berlin) – 3:49
10. My Very Good Friend the Milkman (Harold Spina/Johnny Burke) – 3:04
11. Bye Bye Blackbird (Ray Henderson/Mort Dixon) – 4:26
12. Get Yourself Another Fool (Haywood Henry/Monroe Tucker) – 4:42
13. The Inch Worm (Frank Loesser) – 3:43
14. Only Our Hearts (Paul McCartney) – 4:21

### Deluxe Edition
Bonustitel
1. Baby’s Request (Paul McCartney) – 3:30
2. My One and Only Love (Guy Wood / Robert Mellin) – 3:50

Download-Bonustitel – Live from Capitol Studios
1. I’m Gonna Sit Right Down and Write Myself a Letter (Live) (Fred E. Ahlert/Joe Young) – 2:42
2. Home (When Shadows Fall) (Live) (Peter van Steeden/Jeff Clarkson/Harry Clarkson) – 4:45
3. Ac-Cent-Tchu-Ate the Positive (Live) (Arlen/Johnny Mercer) – 2:51
4. My Valentine (Live) (Paul McCartney) – 3:22

### iTunes Live from Capitol Studios

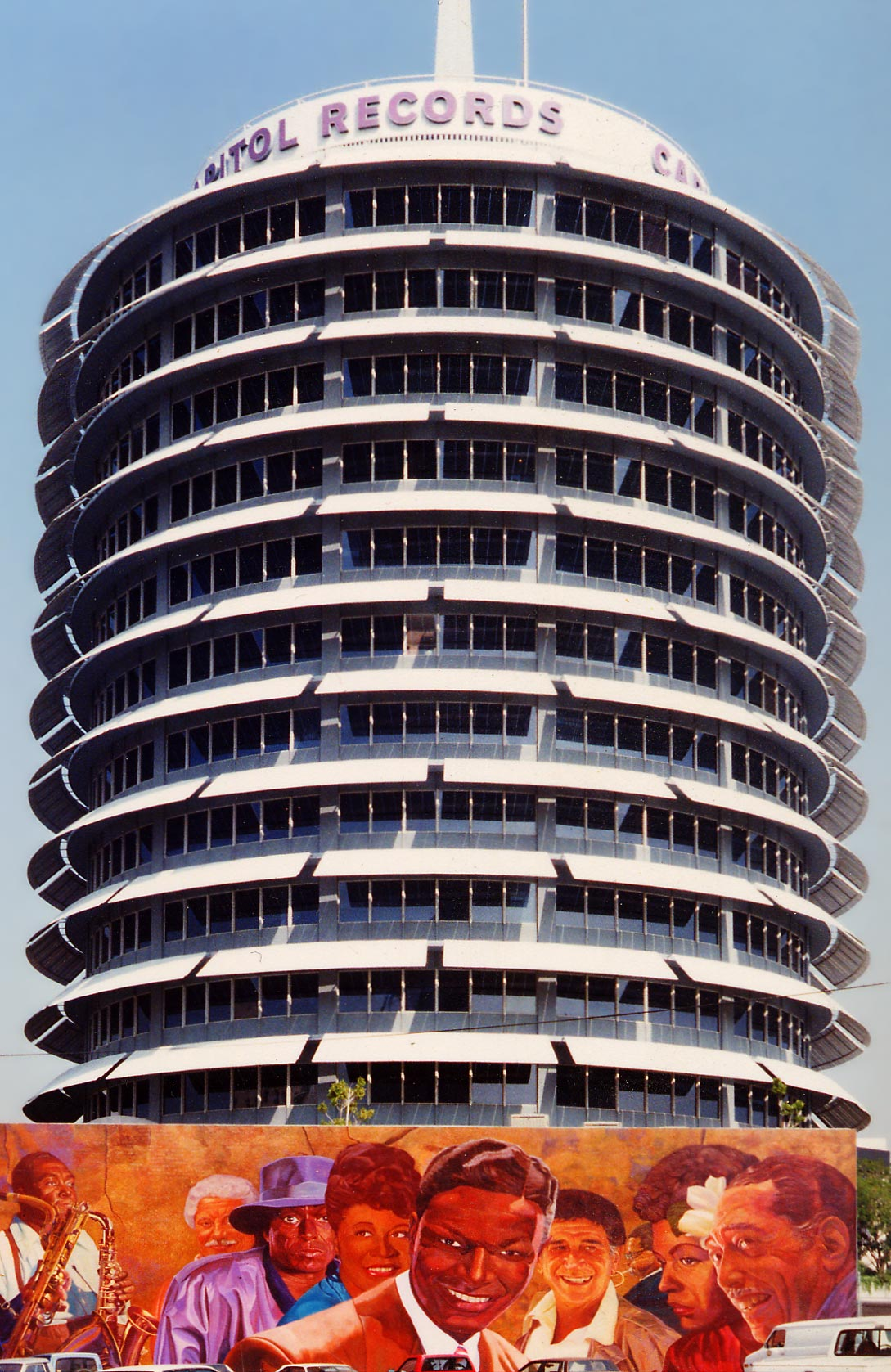
Die Aufnahmen zum Album iTunes Live from Capitol Studios fanden im Capitol Records - Gebäude statt

Am 9. Februar 2012 spielte Paul McCartney in den Capitol Studios 13 Lieder seines Albums live ein. Am 6. März 2012 wurden neun Lieder des Konzerts unter dem Titel iTunes Live from Capitol Studios exklusiv bei iTunes veröffentlicht, es ist das achte Livealbum von Paul McCartney. Das digitale Album erreichte Platz 190 in den US-amerikanischen Charts. Die Gesamtlänge des Albums beträgt 34 min 49 s.
Titelliste
1. I’m Gonna Sit Right Down and Write Myself a Letter (Live) (Fred E. Ahlert/Joe Young) – 2:44
2. Home (When Shadows Fall) (Live) (Peter Van Steeden/Jeff Clarkson/Harry Clarkson) – 4:26
3. More I Cannot Wish You (Live) (Frank Loesser) – 3:28
4. The Glory of Love (Live) (Billy Hill) – 3:53
5. Ac-Cent-Tchu-Ate the Positive (Live) (Arlen/Johnny Mercer) – 2:51
6. My Valentine (Live) (Paul McCartney) – 3:31
7. Always (Live) (Irving Berlin) – 4:21
8. Bye Bye Blackbird (Live) (Ray Henderson/Mort Dixon) – 4:45
9. Get Yourself Another Fool (Live) (Haywood Henry/Monroe Tucker) – 7:48

Besetzung
- Paul McCartney: Gesang (1–9), Akustische Gitarre (9)
- Diana Krall: Klavier (1–9)
- Karriem Riggins: Schlagzeug (1–9)
- John Pizzarelli: E-Gitarre (1–3, 5–9)
- Anthony Wilson: E-Gitarre (2, 4, 6–9)
- John Clayton: Bass (1–9)
- Mike Mainieri: Vibraphon (2–4)
- Joe Walsh: E-Gitarre (9)
- Abe Laboriel Jr.: Hintergrundgesang (1, 4, 5)
- Alan Broadbent: Dirigent (2, 3, 6–9)
- Marcy Vaj: Konzertmeister (2, 3, 6–9)
- Orchester (20 Musiker): Streichinstrumente (2, 3, 6–9)
- Produzent: Tommy LiPuma

### Kisses on the Bottom – Complete Kisses
Das digitale Album Kisses on the Bottom – Complete Kisses wurde am 26. November 2012 in Europa und am 27. November 2012 in den USA ausschließlich über iTunes veröffentlicht. Es enthält neben der Deluxe-Version des Albums noch eine andere Version des Liedes My Valentine sowie das Lied The Christmas Song (Chestnuts Roasting on an Open Fire), das im Dezember 2012 auch als Single veröffentlicht wurde. Weiterhin enthält das Album die am 9. Februar 2012 dreizehn live eingespielten Lieder des Konzerts Live from the Capitol Studios.
Titelliste
1. I’m Gonna Sit Right Down and Write Myself a Letter (Fred E. Ahlert/Joe Young) – 2:36
2. Home (When Shadows Fall) (Peter Van Steeden/Jeff Clarkson/Harry Clarkson) – 4:04
3. It’s Only a Paper Moon (Harold Arlen/E. Y. Harburg/Billy Rose) – 2:35
4. More I Cannot Wish You (Frank Loesser) – 3:03
5. The Glory of Love (Billy Hill) – 3:45
6. We Three (My Echo, My Shadow and Me) (Sammy Mysels/Dick Robertson/Nelson Cogane) – 3:22
7. Ac-Cent-Tchu-Ate the Positive (Arlen/Johnny Mercer) – 2:31
8. My Valentine (Paul McCartney) – 3:14
9. Always (Irving Berlin) – 3:49
10. My Very Good Friend the Milkman (Harold Spina/Johnny Burke) – 3:04
11. Bye Bye Blackbird (Ray Henderson/Mort Dixon) – 4:26
12. Get Yourself Another Fool (Haywood Henry/Monroe Tucker) – 4:42
13. The Inch Worm (Frank Loesser) – 3:43
14. Only Our Hearts (Paul McCartney) – 4:21
15. The Christmas Song (Chestnuts Roasting on an Open Fire) (Mel Tormé, Robert Wells) – 3:35
16. Baby’s Request (Paul McCartney) – 3:30
17. My One and Only Love (Guy Wood / Robert Mellin) – 3:50
18. My Valentine (Johnny Mandel Original Arrangement) (Paul McCartney) – 3:12
19. I’m Gonna Sit Right Down and Write Myself a Letter (Live) (Fred E. Ahlert/Joe Young) – 2:44
20. Home (When Shadows Fall) (Live) (Peter van Steeden/Jeff Clarkson/Harry Clarkson) – 4:26
21. It’s Only a Paper Moon (Live) (Harold Arlen/E. Y. Harburg/Billy Rose) – 2:55
22. More I Cannot Wish You (Live) (Frank Loesser) – 3:28
23. The Glory of Love (Live) (Billy Hill) – 3:53
24. We Three (My Echo, My Shadow and Me) (Live) (Sammy Mysels/Dick Robertson/Nelson Cogane) – 4:14
25. Ac-Cent-Tchu-Ate the Positive (Live) (Arlen/Johnny Mercer) – 2:51
26. My Valentine (Live) (Paul McCartney) – 3:31
27. Always (Live) (Irving Berlin) – 4:21
28. My Very Good Friend the Milkman (Live) (Harold Spina/Johnny Burke) – 3:14
29. Bye Bye Blackbird (Live) (Ray Henderson/Mort Dixon) – 4:45
30. Get Yourself Another Fool (Live) (Haywood Henry/Monroe Tucker) – 7:48
31. My One and Only Love (Live) (Guy Wood / Robert Mellin) – 4:16

## Weitere Informationen zu einzelnen Liedern
- Paul McCartney steuerte drei Eigenkompositionen zum Album bei:

1. My Valentine ist als Liebeslied für Nancy Shevell, seine zukünftige Ehefrau, bei einem gemeinsamen Urlaub von Paul McCartney, Shevell, Mike McCartney und dessen Ehefrau in Marokko an einem Klavier im Hotel entstanden.[7] Eric Clapton spielt bei diesem Lied akustische Gitarre. Eine weitere Version, arrangiert von John Mandel, wurde in den Avatar Studios in New York City aufgenommen und auf dem Download-Album Kisses on the Bottom – Complete Kisses veröffentlicht.
2. Only Our Hearts ist ein weiteres Liebeslied, bei dem Stevie Wonder Mundharmonika spielt.
3. Baby’s Request ist eine Neuaufnahme, das Original befindet sich auf dem Album Back to the Egg.

- Bye Bye Blackbird wurde auch von Ringo Starr im Jahr 1970 auf seinem Album Sentimental Journey veröffentlicht.

In Quellen wird erwähnt, dass weitere, bisher unveröffentlichte, Lieder existieren: Goodnight Princess (Neuaufnahme, das Original befindet sich auf dem Album Give My Regards to Broad Street), Hope und If I Take You Home Tonight. Es ist aber nicht nachweisbar, dass diese Lieder existent sind. Das Lied If I Take You Home Tonight wurde von Diana Krall für ihr Album Wallflower, das im Februar 2015 veröffentlicht wurde, neu aufgenommen. Im Dezember 2014 erschien die Paul-McCartney-Single Hope for the Future, die auf der britischen Promotion-CD als Hope betitelt wurde. Ob es sich bei diesem Lied um die originäre oder eine Neuaufnahme handelt, ist nicht geklärt.

## Single-Auskopplungen

### My Valentine
Am 9. Januar 2012 wurde die Download-Single My Valentine veröffentlicht, eine physikalische Singleveröffentlichung erfolgte nicht. In Großbritannien und in den USA wurden Promotion-CD-Singles hergestellt.

### Only Our Hearts
Am 7. Februar 2012 erschien die zweite Download-Single Only Our Hearts, eine physikalische Singleveröffentlichung erfolgte wiederum nicht.

### The Christmas Song (Chestnuts Roasting on an Open Fire)
Am 4. Dezember 2012 erschien die Download-Single The Christmas Song (Chestnuts Roasting on an Open Fire), weiterhin wurde eine limitierte 7″-Vinyl-Single, im roten und grünen Vinyl, mit der B-Seite Wonderful Christmastime veröffentlicht. In Großbritannien und in den USA wurde eine Promotion-CD hergestellt.

### Weitere Promotionsingles
- Get Yourself Another Fool

In den USA wurde im Januar 2012 die Promotion-CD-Single Get Yourself Another Fool (Album Version) hergestellt.
- Ac-Cent-Tchu-Ate the Positive

In Europa wurde im Januar 2012 die Promotion-CD-Single Ac-Cent-Tchu-Ate the Positive hergestellt.
- Baby’s Request/My One and Only Love

In den USA wurde im Januar 2012 die Promotion-CD Baby’s Request / My One and Only Love gefertigt, hierbei handelt es sich nicht um eine Radio-Single, sondern um eine Werbemaßnahme für die Deluxe Edition des Albums Kisses on the Bottom.

### Musikvideos
Es wurden sechs Musikvideos zum Lied My Valentine produziert, die Hauptdarsteller der Videos sind Johnny Depp und Natalie Portman.

## Weitere Promotionveröffentlichungen
Für die Download-Alben iTunes Live from the Capitol Studios und Kisses on the Bottom – Complete Kisses wurden in den USA Promotion-CDs hergestellt.

## Kommerzieller Erfolg

### Chartplatzierungen
In französischen Charts erreichte das Album Platz 4 und Platz 5 in den Niederlanden.
| ChartsChartplatzierungen       | Höchstplatzierung | Wochen |
| ------------------------------ | ----------------- | ------ |
| Deutschland (GfK)              | 9 (7 Wo.)         | 7      |
| Österreich (Ö3)                | 4 (7 Wo.)         | 7      |
| Schweiz (IFPI)                 | 12 (8 Wo.)        | 8      |
| Vereinigte Staaten (Billboard) | 5 (15 Wo.)        | 15     |
| Vereinigtes Königreich (OCC)   | 3 (5 Wo.)         | 5      |

### Auszeichnungen für Musikverkäufe
| Land/Region                  | Auszeichnungen für Musikverkäufe (Land/Region, Auszeichnung, Verkäufe) | Verkäufe |
| ---------------------------- | ---------------------------------------------------------------------- | -------- |
| Vereinigte Staaten (RIAA)    | —                                                                      | 243.000  |
| Vereinigtes Königreich (BPI) | Silber                                                                 | 60.000   |
| Insgesamt                    | 1× Silber ·                                                            | 303.000  |

Hauptartikel: Paul McCartney/Auszeichnungen für Musikverkäufe

## Videoveröffentlichung
Am 9. November 2012 (USA: 13. November 2012) wurde die Blu-ray / DVD Live Kisses in einer 5.1-Abmischung veröffentlicht. Bei diesem Musikvideo handelt es sich im Wesentlichen um das von Paul McCartney am 9. Februar 2012 gespielte Konzert in den Capitol Studios in Hollywood. Das Konzert wurde von iTunes live übertragen und in den USA im September 2012 im Fernsehen ausgestrahlt. Der Regisseur des Konzertvideos ist Jonas Åkerlund.